# Patene
Patene is een uitgestorven geslacht van buideldierachtigen. Het waren carnivoren die tijdens het Eoceen in Zuid-Amerika leefden. Patene behoort tot de familie Mayulestidae en de orde Sparassodonta. 

## Fossiele soorten
De geslachtsnaam betekent "vos" in een inheemse Zuid-Amerikaanse taal.
In dit geslacht zijn vier soorten beschreven:
- Patene campbelli - Deze soort werd in 2004 beschreven op basis van fossiele vondsten in de Yahuarango-formatie in Peru, daterend uit het Midden- of Laat-Eoceen.[2]
- Patene coloradensis - Deze soort werd in 2019 beschreven op basis van fossielen uit de Lumbrera-formatie in Argentinië, daterend uit het Midden-Eoceen.[3]
- Patene coluapiensis - Deze typesoort is bekend uit Gran Barranca in Patagonië (Argentinië), uit afzettingen die dateren uit de South American Land Mammal Age Casamayoran.[4]
- Patene simpsoni - Deze soort leefde in het Vroeg-Eoceen en fossielen zijn gevonden in het Itaboraí-bekken in Brazilië.[5]  De soortnaam verwijst naar de paleontoloog George Gaylord Simpson.

## Kenmerken
Patene was een middelgroot roofdier, wat betreft formaat vergelijkbaar met hedendaagse buidelmarters. P. coloradensis was de kleinste soort met een geschat gewicht van 1 kilogram. P. simpsoni  was ongeveer 1,3 tot 1,4 kilogram zwaar, terwijl de andere twee soorten zwaarder waren met een geschat gewicht van 2,5 tot 3,6 kilogram voor P. coluapiensis en tot 5,4 kilogram voor P. campbelli. P. simpsoni had een kop-romplengte van ongeveer 40 cm.
Patene was een gegeneraliseerde carnivoor, die zich vermoedelijk ook met ongewervelden en in mindere mate zaden en fruit voedde.

## Verwantschap
In het verleden werd Patene ingedeeld bij de familie Hathliacynidae. Uit latere studies bleek dat het een vroegere vorm binnen de Sparassodonta was. Tegenwoordig wordt Patene ingedeeld bij de Mayulestidae. 